# Lista de episódios de 009-1
Esta é uma lista de episódios do anime 009-1.

## 1ª Temporada
| #  | Título em Português Subtítulo em Japonês                                 | Estreia                | Estreia               |
| -- | ------------------------------------------------------------------------ | ---------------------- | --------------------- |
| 1  | "Infiltrados" "潜入者たち, Senyūsha-tachi"                               | 5 de outubro de 2006   | 6 de novembro de 2008 |
| 2  | "Uma noite sagrada" "聖夜, Seiya?"                                       | 12 de outubro de 2006  | ASA                   |
| 3  | "Assassino por natureza" "ハードボイルド, Hādo Boirudo"                  | 19 de outubro de 2006  | ASA                   |
| 4  | "Convite para o velho castelo" "古城よりの招待状, Kojō Yori no Shōtaijō" | 26 de outubro de 2006  | ASA                   |
| 5  | "A mulher de ouro" "黄金の女, Ōgon no Onna"                              | 2 de novembro de 2006  | ASA                   |
| 6  | "A bomba" "ポップ, Poppu?"                                               | 9 de novembro de 2006  | ASA                   |
| 7  | "O porto" "港, Minato?"                                                  | 16 de novembro de 2006 | ASA                   |
| 8  | "Coisas de ontem" "昨日の暦, Kinō no Koyomi"                             | 23 de novembro de 2006 | ASA                   |
| 9  | "Vingança" "復讐, Fukushū"                                               | 30 de novembro de 2006 | ASA                   |
| 10 | "Explosão inversa" "逆爆発, Gyaku-bakuhatsu"                             | 7 de dezembro de 2006  | ASA                   |
| 11 | "O êxodo" "脱出, Dasshutsu"                                              | 14 de dezembro de 2006 | ASA                   |
| 12 | "Amanhecer" "夜明け, Yoake"                                              | 21 de dezembro de 2006 | ASA                   |

## Especial
| # | Título em Português Subtítulo em Japonês | Lançamento no DVD | Lançamento no DVD |
| - | ---------------------------------------- | ----------------- | ----------------- |
| 1 | "Ao ritmo de blues"                      | -                 | ASA               |